# Golden Globe 1981
La 38ª edizione della cerimonia di premiazione di Golden Globe si è tenuta il 31 gennaio 1981 al Beverly Hilton Hotel di Beverly Hills, California.
Rosanne Katon è stata la Golden Globe Ambassador dell'edizione.

## Premi per il cinema
Vengono di seguito indicati in grassetto i vincitori. Ove ricorrente e disponibile, viene indicato il titolo in lingua italiana e quello in lingua originale tra parentesi.

### Miglior film drammatico
- Gente comune (Ordinary People), regia di Robert Redford
- The Elephant Man (The Elephant Man), regia di David Lynch
- La nona configurazione (The Ninth Configuration), regia di William Peter Blatty
- Toro scatenato (Raging Bull), regia di Martin Scorsese
- Professione pericolo (The Stunt Man), regia di Richard Rush

### Miglior film commedia o musicale
- La ragazza di Nashville (Coal Miner's Daughter), regia di Michael Apted
- L'aereo più pazzo del mondo (Airplane!), regia di Jim Abrahams, David Zucker e Jerry Zucker
- Saranno famosi (Fame), regia di Alan Parker
- Rock Machine (The Idolmaker), regia di Taylor Hackford
- Una volta ho incontrato un miliardario (Melvin and Howard), regia di Jonathan Demme

### Miglior regista
- Robert Redford - Gente comune (Ordinary People)
- David Lynch - The Elephant Man (The Elephant Man)
- Martin Scorsese - Toro scatenato (Raging Bull)
- Richard Rush - Professione pericolo (The Stunt Man)
- Roman Polański - Tess (Tess)

### Miglior attore in un film drammatico
- Robert De Niro - Toro scatenato (Raging Bull)
- John Hurt - The Elephant Man (The Elephant Man)
- Donald Sutherland - Gente comune (Ordinary People)
- Peter O'Toole - Professione pericolo (The Stunt Man)
- Jack Lemmon - Serata d'onore (Tribute)

### Migliore attrice in un film drammatico
- Mary Tyler Moore - Gente comune (Ordinary People)
- Gena Rowlands - Gloria - Una notte d'estate (Gloria)
- Ellen Burstyn - Resurrection (Resurrection)
- Nastassja Kinski - Tess (Tess)
- Deborah Raffin - Touched by Love (Touched by Love)

### Miglior attore in un film commedia o musicale
- Ray Sharkey - Rock Machine (The Idolmaker)
- Tommy Lee Jones - La ragazza di Nashville (Coal Miner's Daughter)
- Walter Matthau - Due sotto il divano (Hopscotch)
- Neil Diamond - La febbre del successo - Jazz Singer (The Jazz Singer)
- Paul Le Mat - Una volta ho incontrato un miliardario (Melvin and Howard)

### Migliore attrice in un film commedia o musicale
- Sissy Spacek - La ragazza di Nashville (Coal Miner's Daughter)
- Bette Midler - Divine Madness! (Divine Madness!)
- Irene Cara - Saranno famosi (Fame)
- Dolly Parton - Dalle 9 alle 5... orario continuato (Nine to Five)
- Goldie Hawn - Soldato Giulia agli ordini (Private Benjamin)

### Miglior attore non protagonista
- Timothy Hutton - Gente comune (Ordinary People)
- Jason Robards - Una volta ho incontrato un miliardario (Melvin and Howard)
- Scott Wilson - La nona configurazione (The Ninth Configuration)
- Judd Hirsch - Gente comune (Ordinary People)
- Joe Pesci - Toro scatenato (Raging Bull)

### Migliore attrice non protagonista
- Mary Steenburgen - Una volta ho incontrato un miliardario (Melvin and Howard)
- Beverly D'Angelo - La ragazza di Nashville (Coal Miner's Daughter)
- Lucie Arnaz - La febbre del successo - Jazz Singer (The Jazz Singer)
- Cathy Moriarty - Toro scatenato (Raging Bull)
- Debra Winger - Urban Cowboy (Urban Cowboy)

### Migliore attore debuttante
- Timothy Hutton - Gente comune (Ordinary People)
- William Hurt - Stati di allucinazione (Altered States)
- Christopher Atkins - Laguna Blu (The Blue Lagoon)
- Michael O'Keefe - Il grande Santini (The Great Santini)
- Steve Railsback - Professione pericolo (The Stunt Man)

### Migliore attrice debuttante
- Nastassja Kinski - Tess (Tess)
- Nancy Allen - Vestito per uccidere (Dressed to Kill)
- Dolly Parton - Dalle 9 alle 5... orario continuato (Nine to Five)
- Cathy Moriarty - Toro scatenato (Raging Bull)
- Debra Winger - Urban Cowboy (Urban Cowboy)

### Migliore sceneggiatura
- William Peter Blatty - La nona configurazione (The Ninth Configuration)
- Christopher DeVore, Eric Bergren e David Lynch - The Elephant Man (The Elephant Man)
- Alvin Sargent - Gente comune (Ordinary People)
- Paul Schrader e Mardik Martin - Toro scatenato (Raging Bull)
- Lawrence B. Marcus e Richard Rush - Professione pericolo (The Stunt Man)

### Migliore colonna sonora originale
- Dominic Frontiere - Professione pericolo (The Stunt Man)
- Giorgio Moroder - American Gigolò (American Gigolo)
- Lalo Schifrin - Competition (The Competition)
- Michael Gore - Saranno famosi (Fame)
- John Barry - Ovunque nel tempo (Somewhere in Time)
- John Williams - L'Impero colpisce ancora (The Empire Strikes Back)

### Migliore canzone originale
- Fame, musica di Michael Gore, testo di Dean Pitchford - Saranno famosi (Fame)
- Call Me, musica e testo di Deborah Harry e Giorgio Moroder - American Gigolò (American Gigolo)
- Yesterday's Dreams, musica di Michel Legrand, testo di Carol Connors - Ricominciare ad amarsi ancora (Falling in Love Again)
- Love on the Rocks, musica e testo di Neil Diamond e Gilbert Bécaud - La febbre del successo - Jazz Singer (The Jazz Singer)
- Nine to Five, musica e testo di Dolly Parton - Dalle 9 alle 5... orario continuato (Nine to Five)

### Miglior film straniero
- Tess (Tess), regia di Roman Polański (Francia)
- Esecuzione di un eroe ('Breaker' Morant), regia di Bruce Beresford (Australia)
- L'ultimo metrò (Le dernier métro), regia di François Truffaut (Francia)
- Kagemusha - L'ombra del guerriero (My Brilliant Career), regia di Akira Kurosawa (Giappone)
- La mia brillante carriera (Breaker Morant), regia di Gillian Armstrong (Australia)
- Poseban tretman (Poseban tretman), regia di Goran Paskaljevic (Iugoslavia)

## Premi per la televisione
Vengono di seguito indicati in grassetto i vincitori. Ove ricorrente e disponibile, viene indicato il titolo in lingua italiana e quello in lingua originale tra parentesi.

### Miglior serie drammatica
- Shōgun (Shōgun)
- Dallas (Dallas)
- Cuore e batticuore (Hart to Hart)
- Lou Grant (Lou Grant)
- Vega$ (Vega$)
- The Scarlett O'Hara War (The Scarlett O'Hara War)

### Miglior serie commedia o musicale
- Taxi (Taxi)
- Alice (Alice)
- Love Boat (The Love Boat)
- M*A*S*H (M*A*S*H)
- Bolle di sapone (Soap)

### Miglior mini-serie o film per la televisione
- Prima dell'ombra (The Shadow Box), regia di Paul Newman
- Il diario di Anna Frank (The Diary of Anne Frank), regia di Boris Sagal
- La drammatica storia di Samuel Mudd (The Ordeal of Dr. Mudd), regia di Paul Wendkos
- Ballata per un condannato (Playing for Time), regia di Daniel Mann
- Le due città (A Tale of Two Cities), regia di Jim Goddard

### Miglior attore in una serie drammatica
- Richard Chamberlain - Shōgun (Shōgun)
- Larry Hagman - Dallas (Dallas)
- Robert Wagner - Cuore e batticuore (Hart to Hart)
- Edward Asner - Lou Grant (Lou Grant)
- Robert Urich - Vega$ (Vega$)

### Miglior attore in una serie commedia o musicale
- Alan Alda - M*A*S*H (M*A*S*H)
- Hal Linden - Barney Miller (Barney Miller)
- Wayne Rogers - Visite a domicilio (House Calls)
- Gavin MacLeod - Love Boat (The Love Boat)
- Judd Hirsch - Taxi (Taxi)

### Miglior attrice in una serie drammatica
- Yōko Shimada - Shōgun (Shōgun)
- Barbara Bel Geddes - Dallas (Dallas)
- Linda Gray - Dallas (Dallas)
- Stefanie Powers - Cuore e batticuore (Hart to Hart)
- Melissa Gilbert - La casa nella prateria (Little House on the Prairie)

### Miglior attrice in una serie commedia o musicale
- Katherine Helmond - Bolle di sapone (Soap)
- Linda Lavin - Alice (Alice)
- Polly Holliday - Flo (Flo)
- Lynn Redgrave - House Calls (House Calls)
- Loni Anderson - WKRP in Cincinnati (WKRP in Cincinnati)

### Miglior attore non protagonista in una serie
- Vic Tayback - Alice (Alice)
- Pat Harrington Jr. - Giorno per giorno (One Day at a Time)
- Geoffrey Lewis - Flo (Flo)
- Danny DeVito - Taxi (Taxi)
- Andy Kaufman - Taxi (Taxi)

### Miglior attrice non protagonista in una serie
- Diane Ladd - Alice (Alice)
- Valerie Bertinelli - Giorno per giorno (One Day at a Time)
- Beth Howland - Alice (Alice)
- Linda Kelsey - Lou Grant (Lou Grant)
- Marilu Henner - Taxi (Taxi)

## Premi onorari
- Golden Globe alla carriera: Gene Kelly